# Associação de Remo de Włocławek
A Associação de Remo de Włocławek – o clube desportivo de remo, fundado em 1886 em Włocławek. O Membro-fundador da União Polaca de Associações de Remo. Nos anos 1921-1939 funcionou sob o nome “A Associação de Remo em Włocławek” e nos anos 1945-1949 como “A Associação de Remo”.

## História
A Associação foi criada da iniciativa de intelligentsia polaca, principalmente graças aos esforços do advogado de Włocławek - Bolesław Domaszewicz - o medico de Varsóvia - Henryk Stankiewicz. Apesar da glorificação da cultura física, foi determinado a propagação do patriotismo na Polônia durante a ocupação de 3 agressores. No local da associação funcionou uma sala de leitura, dava os consertos o coro masculino “Echo wioślarskie”, em 1903 foi organizada a leitura de Henryk Sienkiewicz que chegou a Włocławek como um membro honroso de WTW.  
Em 1887 os remadores de Włocławek organizaram a primeira regata local em Vístula, 14 anos depois fizeram algo grandioso - chegaram a Płock contra o corrente pelo Vístula.
Do início, a sede da associação ficava na rua Bulwarowa. Em 1894 mudaram o lugar para a rua Łęgska 77. Mas a sede real foi feita só em 1928 - na rua Piwna 3, na foz de Zgłowiączka a Vistula.

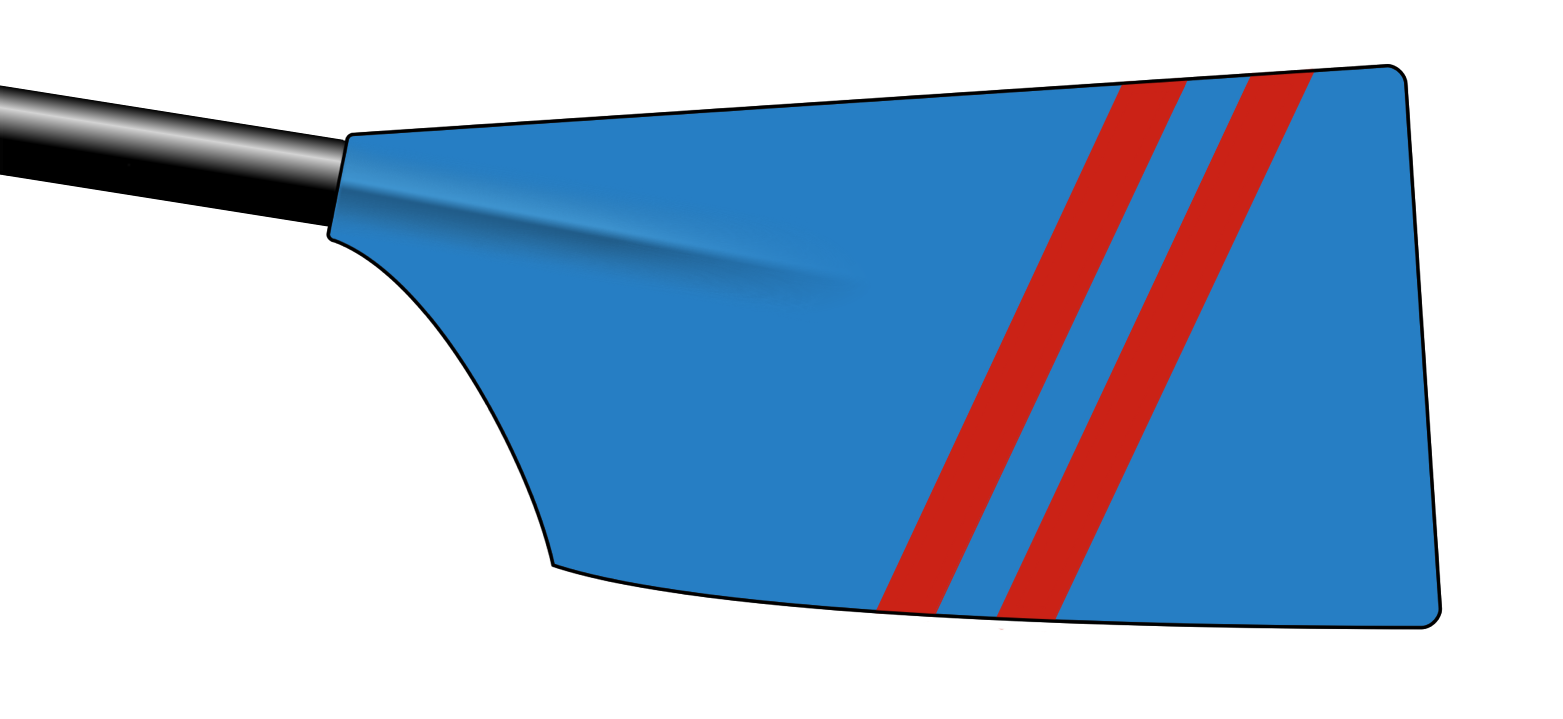
Cores de clube de remos

No tempo da Primeira Guerra Mundial WTW foi uma parte de justiceiro e criou uma escola inicial, muitos remadores, neste tempo, entraram na Organização Militar Polaca.
No tempo de entreguerras o clube adicionou a secção das mulheres criada em 1919. Por muito anos, desde de 1921 um presidente da Associação de Remo em Włocławek foi Jerzy Zygmunt Bojańczyk, a figura especialmente notável para Włocławek e remo local. Ele propriamente financiou a construção da sede do clube imponente, as suas competências judiciais foram valiosas, elas permitiam, entre outros, para presidência das comissões judiciais durante dos Jogos Olímpicos em Amesterdão (em 1928) e Berlim (em 1936).

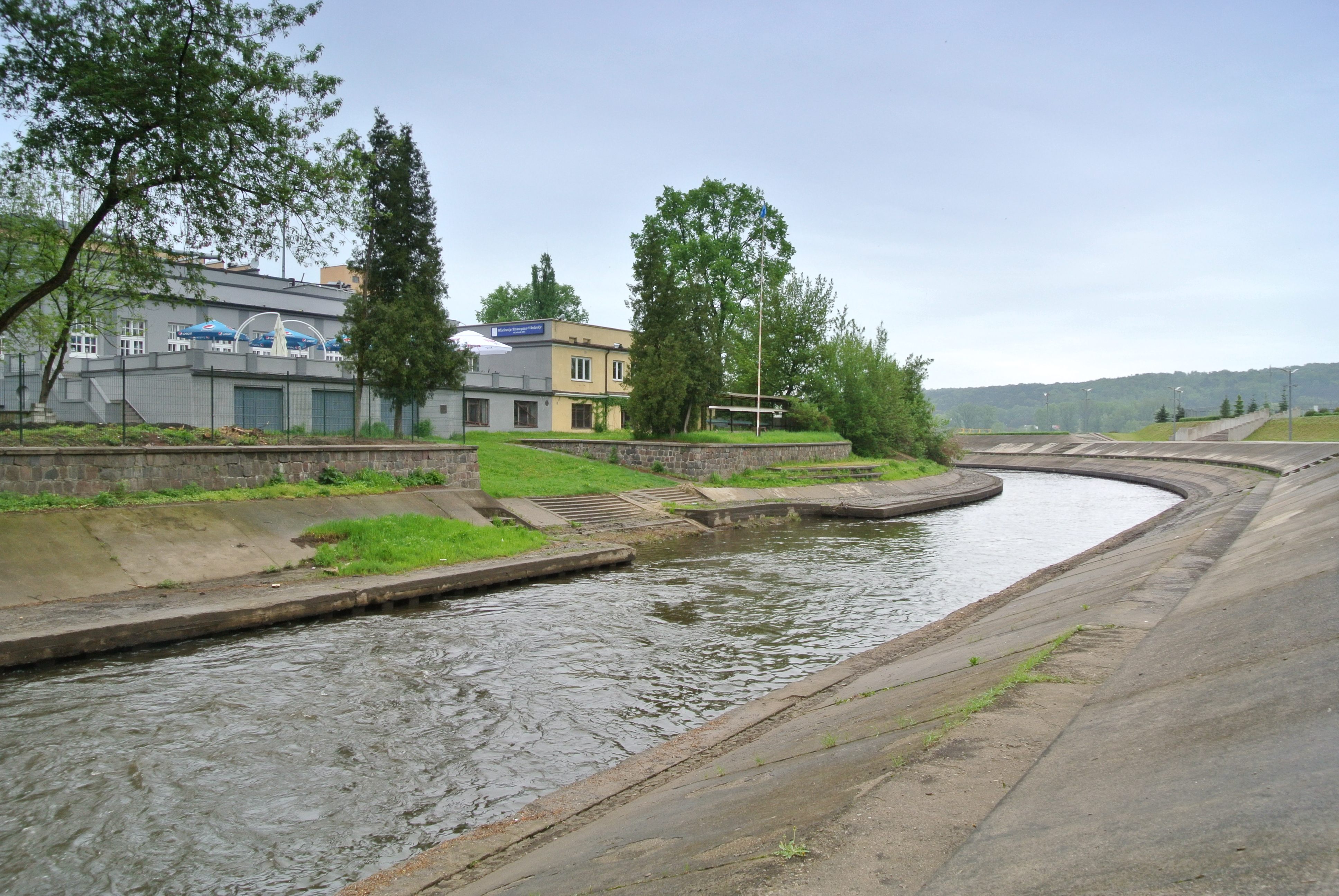
A pier velha de WTW (não usada)

Em 1929 Wiktor Szelągowski, Henryk Grabowski e Tadeusz Gaworski ganharam para o clube a primeira medalha de ouro do Campeonato da Polônia, no mesmo ano ganharam também a medalha de bronze no Campeonato da Europa. No ano seguinte os remadores ganharam o primeiro lugar na regata internacional em Antuérpia. No tempo de entreguerras TTW foi incluído dez vezes ao grupo de 10 melhores clubes na Polônia.
A guerra não destruiu o espírito do remo em Włocławek, sobreviveu também equipamento e edifícios de remadores. Reativada logo depois da guerra, a Associação de Remo outra vez tinha sucessos e foi classificada na 4 lugar entre 31 clubes polacos.

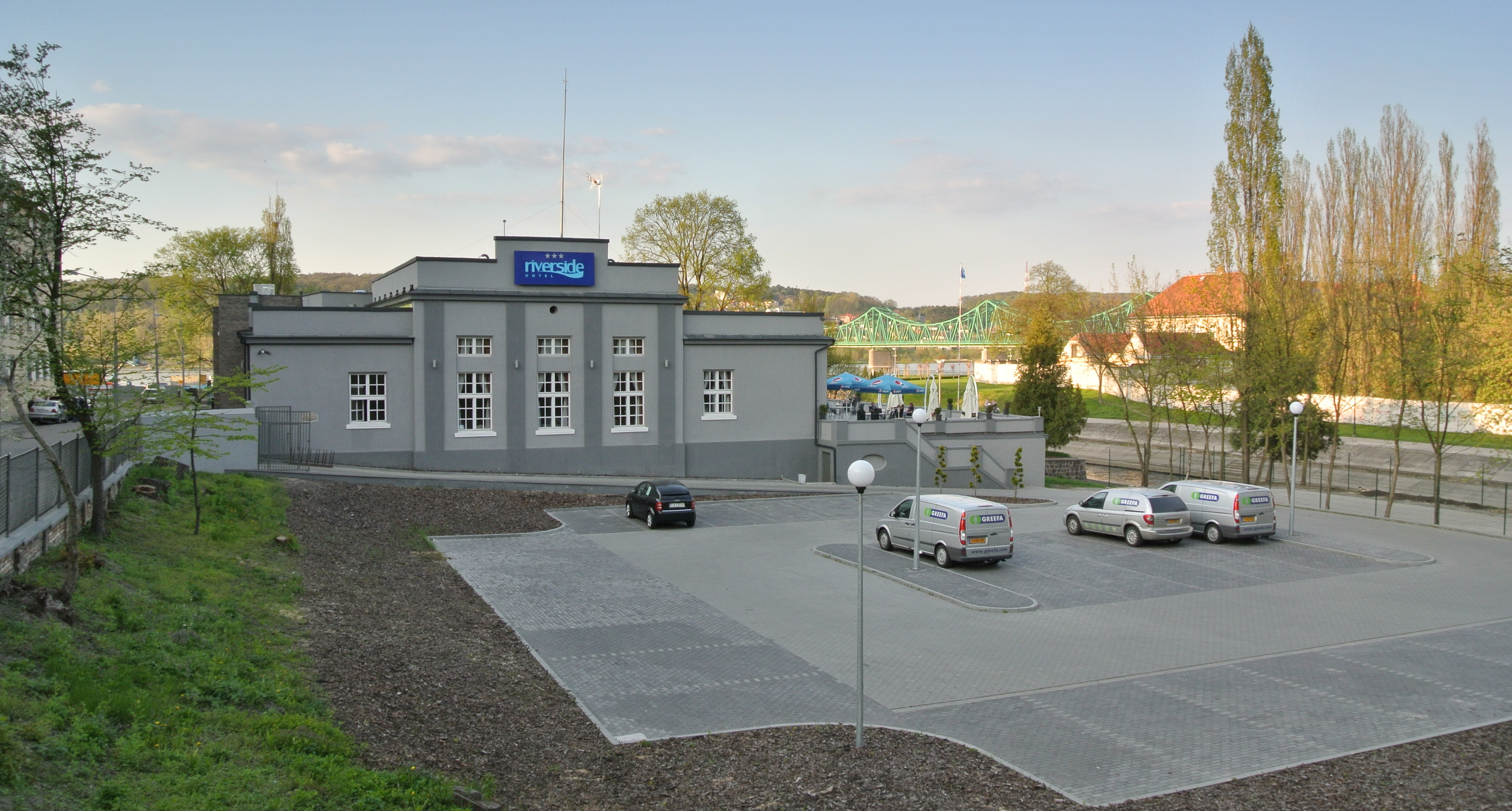
O edifício representativo velho de WTW (vendido)

Ao longo da duração da República Popular da Polônia, as autoridades comunistas quiseram encurtar a liberdade da associação, da ascendência elitista, o que foi finalmente feito em 1949, dois anos depois da morte do Bojańczyk - TW foi incluído a organização nacional esportiva „Związkowiec”. O remo de Włocławek levantou-se, depois dessa centralização, só nos anos 60. principalmente graças ao envolvimento do treinador Tadeusz Gawrysiak. Os seus alunos (entre outros Bogdan Piątek, Grzegorz Dudziński, Krzysztof Gabryelewicz, Marek Dudziński, Andrzej Peszyński) ganharam muitas medalhas do Campeonato da Polônia.
Em 1987 o clube tornou-se independente outra vez - for reativado como a Associação de Remo de Włocławek.

## Controvérsias

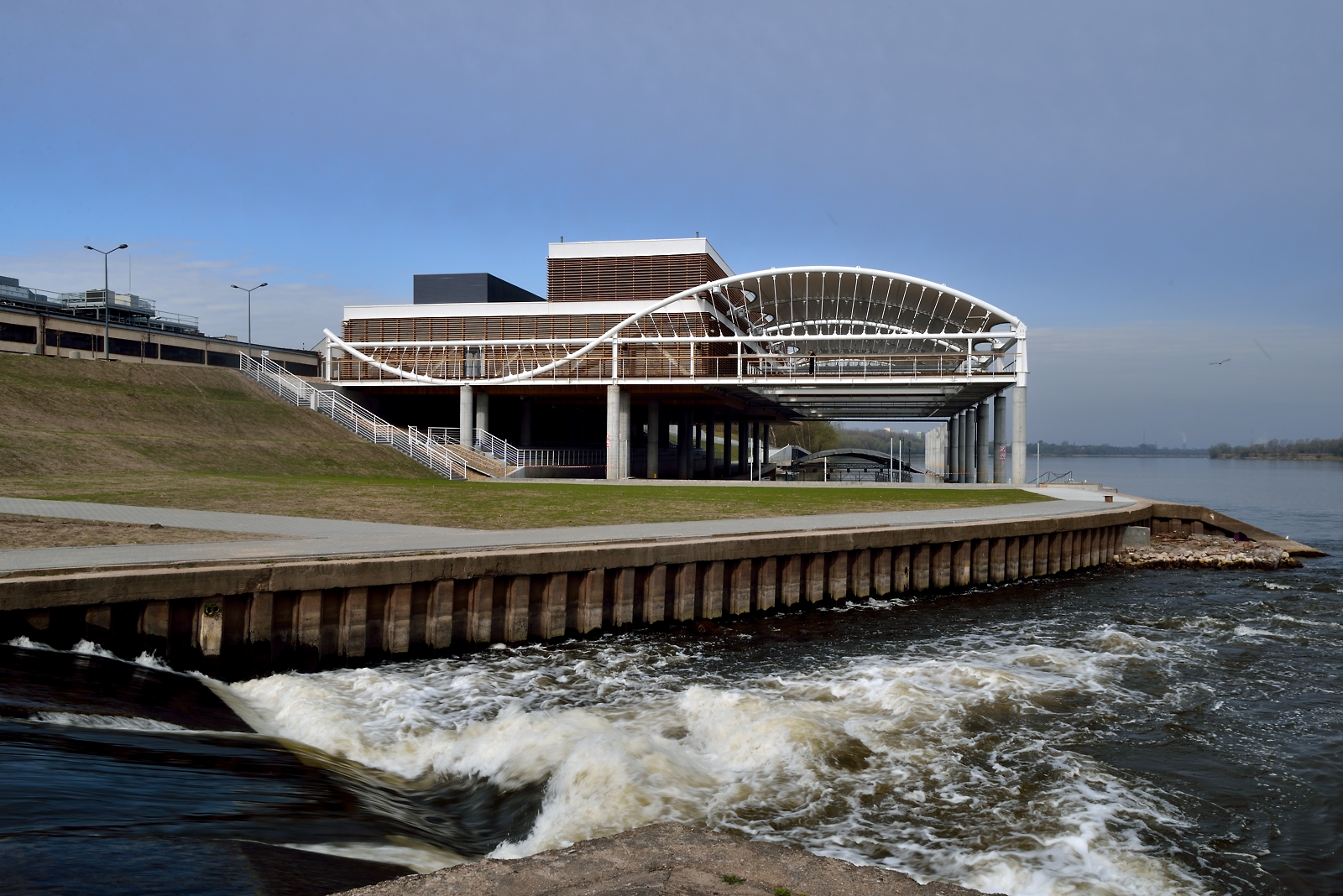
A pier municipal no foz de Zgłowiączka a Vistula

Em 2003 no clube houve confusões controvérsias devido a rectificação de acções da empresa depois de transação da venda da maior parte de imobiliário na rua Piwna 3 há 5 anos. A Procuradoria Regional, Procuradoria Distrital, Tribunal Distrital tinham de esclarecer toda confusão e substituição do procurador geral olhava para isso.

## Mudanças no sistema de financiamento
Em Entreguerras as ativistas contribuíram com a sua própria fortuna, construíram do seu dinheiro, mantinham o clube pagando contribuições da associação e de grandes doações dos empresários locais. No fim dos anos 30. aos patrocínios foi adicionada a fábrica de café de cereais de Ferdynand Bohm. Graças a isso no clube começaram a praticar os jovens das famílias operárias. Atualmente o financiamento de WTW parece diferentemente. A maioria dos edifícios históricos e representativos de Associação foi vendida a Academia em Włocławek, as contribuições da associação dos membros ficam como a parte pequena de rendimento, os treinadores do clube recebem o salário minimal pelo seu trabalho. A atividade ampla do clube e mantida pela subvenção da Câmara Municipal, a cidade também cuidou pelo clube construindo a pier nova para os remadores de Włocławek perto do lugar da pier velha.

## Situação atual
A Associação de Remo de Włocławek treina as crianças e jovens, os alunos do clube tem sucessos na arena nacional e internacional. Atualmente, o jogador melhor e com mais títulos da Associação está Fabian Barański. Em 2019 com Mirosław Ziętarski, ganhou o título de Campeão Europeu em double scull e o título de vice-Campeão Mundial em quadruple scull (Szymon Pośnik, Dominik Czaja, Wiktor Chabel).
Grandes sucessos tem também: Oliwia Muraska, Magdalena Szprengiel, Piotr Śliwiński, Weronika Klasińska, Wiktoria Klasińska, Julia Gęsicka.
[Durante a celebração de 120 anos da fundação (2006) a Associação de Remo em Włocławek foi honorata pela medalha de ouro de Comitê Olímpico Polaco][6].